# بير هيلمر
بير هيلمر هو شخصية أعمال نرويجي، ولد في 16 يوليو 1897، وتوفي في 9 يونيو 1966.